# تحليل اجتماعي
التحليل الاجتماعي هو نشاط قائم على الدراسات، والاستشارات، والأبحاث العملية؛ فيجمع هذا التحليل بين المنهجيات والنظريات المستمدة من التحليل النفسي، والعلاقات الاجتماعية، والتفكير بالأنظمة الاجتماعية، والسلوك التنظيمي، والنسق الاجتماعي وتوليفها.
فيطرح التحليل الاجتماعي تصور الأفراد والجماعات والمؤسسات والأنظمة العالمية التي تأخذ في الاعتبار الجوانب والإمكانيات اللاواعية. ومن هذا المفهوم يمكن أن تنشأ أساليب الدراسة التي يمكنها تعزيز القدرات من خلال إكساب المفاهيم اللاواعية صبغة واعية وإتاحتها للأفراد والجماعات والمؤسسات، وكذلك من خلال تحرير الطاقات والأفكار التي تساعد على خلق اتجاهات ومعانٍ فردية ومؤسسية.
إن التحليل الاجتماعي يحمل بين طياته تساؤلًا حول ماهية الحقيقة الاجتماعية بالنسبة للفرد والجماعة والمؤسسة، أو بالنسبة لأي نظام اجتماعي آخر، وما هي أفضل الطرق التي يمكننا من خلالها التركيز على هذا المفهوم باعتباره وسيلة للتحول والنمو الإبداعي؟

## التحليل الاجتماعي والتعجب
يعد القلق ودراسته، وفهم أبعاده من النقاط الرئيسية التي يهتم بهاالتحليل النفسي والذي تأسس أصلًا لدراسة المشاكل العقلية التي يعاني منها المرضى العقليون. وبينما يعمل البحث الاجتماعي التحليلي بشكل متكرر على الكشف عن الألم النظامي، (الذي يعتبر القلق جزءًا منه)، فيعد «الألم» بمثابة دليل على تحول النظام ككل إلى جانب كافة إمكانياته لتحقيق النمو. وقد أشار جوشوا باين أن التركيز على القلق يعد محدودًا، وأن الشعور بالتعجب يعد النموذج الأكثر ملاءمة والذي يمكن الاعتماد عليه لدراسة التحليل الاجتماعي. ويعتقد أفلاطون أن الشعور بالتعجب يمثل بداية الفلسفة، كما أن علاقته باستكشاف القدرات البشرية وابتكارها وإنمائها قد تمثل نقطة انطلاقة ملائمة لبدء عملية التحليل الاجتماعي أيضًا.
«يمثل التعجب عاطفة الفيلسوف الخاصة؛ فبالنسبة لمجال الفلسفة لا تتواجد نقطة انطلاقة يمكن البدء عندها غير هذا الشعور، ولقد كان نسبًا سعيدًا الذي جعل من إيريس ابنةً لـ ثوماس».
على نحو خاص، تخضع المقولة «عندما يتوقف التعجب، تبدأ المعرفة»، التي نسبت إلى
فرانسيس بيكون إلى التحليل الاجتماعي، مع تركيزها على الاستكشاف الدائم، بدلًا من التسليم بما هو معلوم على نحو افتراضي.

## لمحة تاريخية موجزة
يضرب مفهوم التحليل الاجتماعي بجذوره إلى تجربة نورثفيلد الأولى التي أجراها كلٌ من ويلفريد بيون وجون ريكمان، والتي نشرت في مجلة لانسيت عام 1943، ولاحقًا قام بيون بنشرها في نشرة مينينجر كلينيك عام 1946. ويعد بيون بشكل عام أبًا للتحليل الاجتماعي (على الرغم من أن هذا المصطلح لم يكن مستخدمًا في تلك الأيام).

### ويلفريد بيون
وُلد ويلفريد بيون في الهند عام 1897 وتلقى تعليمه بكلية بيشوب ستورتفورد في إنجلترا. وأثناء الحرب العالمية الأولى قاد دبابة بمنطقة الجبهة الغربية وحصل على نوط الشجاعة: وسام الخدمة المتميزة ووسام جوقة الشرف. وبعد دراسته للتاريخ في جامعة أكسفورد، والفترة التي قضاها في تدريس التاريخ بالمدرسة القديمة التي كان يدرس بها، بدأ بتلقي تدريبًا طبيًا في المستشفى الجامعية عام 1924 وتخرج منها عام 1930. وعمل في عيادة (تافيستوك كلينيك) بلندن قبل قيام الحرب العالمية الثانية، ثم بدأ بممارسة التحليل النفسي للشخصية مع جون ريكمان. وبعد الحرب العالمية الثانية، أسهم في تأسيس معهد تافيستوك. ثم أجرى تحليلًا نفسيًا ثانيًا مع ميلاني كلاين، وتدرب وأصبح مؤهلًا للعمل كمحلل نفسي. كان بيون، ولا زال، ينظر له من قِبل العديد من الأشخاص كنابغة قدّم إسهامات بارزة في مجال التحليل النفسي، وفهم المجموعات. كما كان موقفه المتمثل في الإشارة دائمًا إلى المجهول، سواء مع أحد المرضى أو إحدى الجماعات أو داخل نفسه، بمثابة دليل على عبقريته.

### تجارب نورثفيلد
كانت مستشفى نورثفيلد مستشفًى عسكريًا، تقع في برمنجهام في ميدلاندز البريطانية، مختصة في علاج الجنود الذين أصيبوا بأمراض نفسية، حيث تعمل على تأهيلهم للعودة إلى الحرب. وبمعاونة جون ريكمان، أجرى ويلفريد بيون اجتماعات جماعية باعتبارها وسيلة رئيسية لإحداث تغييرات في حياة هؤلاء المرضى. ولقد أثمرت هذه التجربة، فضلًا عن تجربة نورثفيلد الثانية المرتبطة بالابتكارات التي أسهم بها كل من سيغفريد هينريش فولكس، وتوم ماين وهارولد بريدجر، عن العناصر التالية والتي عملت بمثابة تخصص منبثق للتحليل الاجتماعي:
- تركيز الانتباه على، وإجراء فرضيات، وعمل تفسيرات حول الأداء الواعي واللاواعي على مستوى المجموعة. علمًا بأنه لم يعد ينظر إلى المجموعة باعتبارها تجمع من الأفراد، ولكن باعتبارها تضم ديناميكياتها الجوهرية الخاصة بها والتي تستلزم ضرورة فهمها وتفسيرها.
- مفهوم العمل علاجيًا تشارك به «المؤسسة ككل»، أو «المجتمع بأكمله». تضرب فكرة «الجماعة العلاجية» التي ازدهرت بعد الحرب العالمية الثانية، على سبيل المثال تطبيقها في عيادة مينينجر كلينيك بولاية كنساس، ومستشفى كاسل بلندن، بجذورها في أعمال ماين بنورثفيلد.[8]
- أهمية إنشاء «مساحة انتقالية» للعلاج، والمشاريع الإجرائية والتطوير، وبالتالي يتم تمكين الأشخاص، (المرضى المدرجين في هذه الحالة)، في تولي سلطتهم الخاصة للاضطلاع بالمهمة الموكلين بها. ولقد كان بريدجر رائد هذا النهج بنورثفيلد بفضل إنشائه لـ «ناديه» المشهور، وهو عبارة عن مساحة يتم توفيرها للمرضى ليصنعوا ما يشاؤون، دون استخدام المساحة التي حددتها المستشفى أو الهيئة العسكرية. وواصل بريدجر تطوير هذا النهج حتى يمكن تطبيقه على الجماعات والمؤسسات من كل الأصناف بعد الحرب.

### الدور التحليلي الاجتماعي
كانت تجارب نورثفيلد رائدة الدور الاستشاري التحليلي الاجتماعي: ذلك الدور الذي يسعى لاستكشاف الظواهر الفردية والجماعية والمؤسسية والتي ترتبط ديناميكيًا مع بعضها البعض. يعمل المحلل الاجتماعي، كما تجسد في الدور الذي لعبه بيون في نورثفيلد، وبعد الحرب العالمية الثانية في الاستكشافات الجماعية التي أجراها بعيادة تافيستوك كلينيك، انطلاقًا من مبدأ «عدم المعرفة» مع التحلي بالشجاعة والثبات للسعي نحو اكتشاف الحقيقة النفسية.
وشأنه شأن المحلل النفسي، يستخدم المحلل الاجتماعي مفاهيم مثل أساليب الدفاع اللاواعية، والانشطار، والإسقاط، والتعريف الإسقاطي، والاستيعاب، والنقل، غير أن مساحة الاستكشاف، في ظل إدراج الفرد، تكون أوسع منها في حالة الزوج التحليلي النفسي - مجموعة، مؤسسة، جماعة، أنظمة عالمية.
وبالتالي، على سبيل المثال، يستخدم المحلل الاجتماعي مفاهيم النقل الجماعي والمؤسسي، ويولي اهتمامًا خاصًا للطريقة التي يتخذها/تتخذها ليكتسب شعورًا أثناء مشاركات العملاء، باعتبارها مؤشرًا محتملًا على الديناميكيات اللاواعية التي تتم داخل منظومة العملاء.

### مؤتمرات نظرية العلاقات الجماعية وتافيستوك
لقد بلغ استكشاف بيون الخاص بـ الديناميكيات الجماعية والتي أجراها بعيادة تافيستوك كلينيك بلندن عقب انتهاء الحرب ذروته وذلك من خلال النشر الإبداعي لـ «التجارب المجراة على الجماعات»، ذلك الاستكشاف الذي يصف ويحلل ثلاث فرضيات أساسية والتي يمكن ملاحظتها في سلوك المجموعة في أوقات مختلفة: اعتمادية الافتراض الأساسي، ونظرية الكر / الفر الخاصة بالافتراض الأساسي واقتران الافتراض الأساسي. وتعمل الافتراضات الأساسية بطريقة لاواعية داخل المجموعات، وفي نفس الوقت قد تشترك المجموعة في مهمة عمل واعية - وهو ما أسماه بيون مجموعة دبليو (W).
لقد أدت تلك الأفكار التي جاء بها بيون فضلًا عن نظريات كورت ليفين إلى إنشاء مؤتمر العلاقات الجماعية الأول من نوعه عام 1957 الذي أقيم برعاية معهد تافيستوك للعلاقات الإنسانية وجامعة لستر، وتولى إيريك ترست مهمة قيادته.
فعادةً ما تهدف مؤتمرات العلاقات الجماعية هذه إلى استكشاف آثار الديناميكيات الجماعية والمؤسسية حول كيفية تولي الأفراد للسلطة والقيادة في هذه المؤسسة المؤقتة، وفي عملهم كذلك. وفي الوقت الذي اكتسبت فيه مؤتمرات لستر شهرة واسعة تحت قيادة أ.ك. ريك وزملائه أمثال بيير توركيت وإريك ميلر، وروبرت جوسلينج، وبروس ريد، قد أدى ذلك إلى تحفيز القيام باستكشافات ومشاريع مماثلة في العديد من الدول ومن بينها: الولايات المتحدة، وكندا، والمكسيك، وبيرو، وفرنسا، وأيرلندا، وألمانيا، والسويد، والدنمارك، والنرويج، وبلغاريا، وفنلندا، وبلجيكا، وهولندا، وإيطاليا، وإسبانيا، وجنوب إفريقيا، وإسرائيل، والهند، وأستراليا.

### تأثيرات أخرى
تمثلت التأثيرات الأخرى على النظام الجديد للتحليل الاجتماعي الذي كان ثمرة جهد علماء الاجتماع في معهد تافيستوك في خمسينيات القرن العشرين في الأبحاث العملية؛ اكتشاف الأنظمة الاجتماعية التكنولوجية بواسطة إيريك ترست وكين بامفورث، وتطوير تلك الأنظمة على أيدي ترست وإيمري، ورايس وميلر؛ وإليوت جاك وإيزابيل مانزيس ويُجرى هيكلة مفهوم النظم الاجتماعية باعتبارها وسيلة الدفاع ضد القلق.

## الابتكارات الحديثة

### الحلم الاجتماعي
تتمثل أحدث الطرق التي تهدف إلى استكشاف الظاهرة الاجتماعية في اكتشاف الحلم الاجتماعي على يد جوردون لورانس الذي يعمل في معهد تافيستوك عام 1982.
فيشير مصطلح الحلم الاجتماعي إلى النشاط الذي يتم من خلاله تقاسم الأحلام (الأحلام الليلية)، ومعرفة الاتحادات بالأحلام، والصلات بين الأحلام، مع غيرها في إعداد مصفوفي. ولا تتمثل نقطة تركيز الحلم الاجتماعي (على عكس التحليل النفسي أو المجموعات الأحلامية) على معنى الحلم الذي تراءى للشخص الحالم، ولكنها تنظر إلى الأحلام والاتحادات باعتبارها وسيلة لاستكشاف المعنى الاجتماعي وصياغته. وفي إطار ذلك، تم عقد مؤتمرات لاستكشاف الحلم الاجتماعي في كلٍ من إسرائيل، والولايات المتحدة، وأستراليا، والهند، ومعظم الدول الأوروبية.
وحتى عام 1996، ظهر العمل المذكور في هذا المقال تحت مسميات مختلفة. فلم تكن هناك كلمة واحدة تستطيع وصف الأنشطة والدور الذي يقوم به هذا المصطلح. ولكن اقترح أليستر باين تسمية هذا النظام «التحليل الاجتماعي» عام 1996.

### المنظمات
قاد المعهد الأسترالي للتحليل الاجتماعي برنامجًا تدريبيًا محترفًا استغرق ثلاث سنوات لدراسة التحليل الاجتماعي عام 1999، ثم بدأ في نشر مجلة «التحليل الاجتماعي» عام 1999. وفي الوقت الذي لم يعد فيه المعهد الأسترالي قائمًا، تولى المركز الخاص بالتحليل الاجتماعي بملبورن مهمة مواصلة تطوير دراسة التحليل الاجتماعي . كذلك، عكفت بعض المؤسسات الأخرى على القيام بأعمال التحليل الاجتماعي أو أعمال أخرى وثيقة الصلة بهذا النهج ومن بينها معهد ويليام ألنسون وايت في نيويورك، ومعهد أ.ك رايس في الولايات المتحدة، ومعهد تافيستوك وتافيستوك كلينيك في لندن ومعهد جروب  وأوبوس , كل منهما في لندن، ومركز البحوث التطبيقية في فلاديلفيا، والجمعية الدولية لدراسات التحليل النفسي للمؤسسات , ومعهد ملبورن الملكي للتكنولوجيا، وجامعة فوبرتال، , فضلًا عن الممارسين من العديد من الدول الذين ساروا على خطى ويلفريد بيون. وتقوم العلاقات الجماعية الأسترالية (Group Relations Australia) الآن بنشر مجلة «التحليل الاجتماعي».

### الحلم المؤسسي
من التطورات الحالية التي شهدها نهج التحليل الاجتماعي اكتشاف الحلم المؤسسي الذي توصل إليه بيون،
والذي يقوم على أساس ملاحظة أن الأحلام «حساسة لاحتوائها»، كما أن الأحلام التي يتقاسمها الأشخاص داخل المؤسسة أثناء القيام بأحد المشاريع ستعكس بالضرورة الحقائق المؤسسية والتي تصبح «معروفة بطريقة غير معلنة» داخل المؤسسة.

### السلطة، التعجب والسانغا
أدت الأعمال التي اضطلع بها مركز التحليل الاجتماعي أيضًا إلى صياغة مفهوم «السلطة» القائم على الشعور بـ التعجب وسانغا (الفكرة البوذية «للأشخاص الذين يسيرون على الصراط المستقيم») على عكس المفاهيم التقليدية التي تعتمد على الفرد والقلق وسلسة المراتب.

## وصلات خارجية
- Centre for Socio-Analysis in Australia.
- Grubb Institute in UK.
- Group Relations Australia
- International Society for the Psychoanalytic Study of Organisations
- IPTAR
- National Institute of Organisation Dynamics Australia (NIODA)
- OPUS, UK.
- Social Dreaming Institute
- Tavistock Clinic نسخة محفوظة 18 مايو 2008 على موقع واي باك مشين.
- Tavistock Institute
- University of Wuppertal
- PRO consult the Netherlands
- The A.K. Rice Institute